# Фердинанд I (император Австрии)
Фердина́нд I (нем. Ferdinand I; 19 апреля 1793 — 29 июня 1875) — император Австрии с 2 марта 1835 по 2 декабря 1848 года, король Венгрии и Чехии (как Фердинанд V, в те же годы). Страдавший различными болезнями император государственных талантов не имел и добровольно отказался от власти. Был популярен в Чехии, где провёл последние годы жизни и получил прозвище «Фердинанд Добрый» (чеш. Ferdinand Dobrotivý).

## Царствование

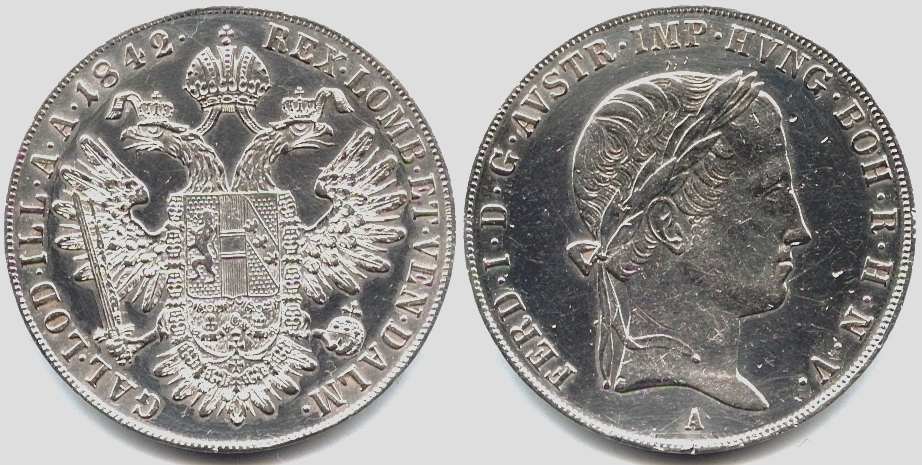
Австрийский талер 1842 года с портретом императора Фердинанда I

Старший сын императора Франца II; вступил на престол по смерти отца в 1835 году. Отличался слабым здоровьем, страдал эпилепсией и гидроцефалией. Сложившееся представление о Фердинанде как о человеке не вполне здоровом душевно и даже слабоумном не совсем справедливо. Большую часть своей жизни он не принимал участия в официальных мероприятиях из-за частых (до двадцати в день) приступов судорог, но это не помешало ему овладеть пятью языками, научиться играть на фортепиано, последовательно и разборчиво вести дневник и корреспонденцию, хотя и было настоящим препятствием для осуществления эффективного управления государством, не говоря уже о том, что император совершенно не мог присутствовать на публичных церемониях. Пережив шок во время покушения в 1832 году, Фердинанд ещё больше погрузился в себя, занявшись ботаникой.
После смерти его отца Франца I 2 марта 1835 года Фердинанд сменил его на императорском престоле. Не было необходимости в коронации или других церемониях. Две состоявшиеся коронации были чисто формальными актами:
7 сентября 1836 года Фердинанд получил в Праге корону Богемии. Это был последний раз, когда правитель был коронован Вацлавской короной — его преемники Франц Иосиф I и Карл I, проходили церемонии коронации в Будапеште, по разным причинам игнорируя Прагу. Фердинанд также посвятил обычный коронационный дар в размере 50 000 дукатов от императорских поместий на благотворительные и другие общественные цели.
6 сентября 1838 года он был коронован королем Ломбардии-Венеции — тоже формальный акт — и это был последний раз, когда правитель был коронован Железной ломбардской короной. В день коронации он предоставил общую амнистию за все политические преступления, совершенные его подданными в итальянских провинциях. В 1838 году он подарил Венской академии изящных искусств 88 картин.
Очевидная слабость нового императора в руководстве представляла проблему для абсолютистской правительственной системы того времени. Однако его отец и Меттерних приняли меры предосторожности: от имени Фердинанда решения принимались кабинетным правительством, Тайной государственной конференцией. В его состав входили три человека: его брат эрцгерцог Франц Карл (отец будущего императора Франца Иосифа I), государственный канцлер Меттерних и государственный министр, ответственный за внутреннюю политику, Франц Антон граф фон Коловрат-Либштейнский. Этот состав возник в результате компромисса между партией эрцгерцога и министрами в декабре 1835 года.
Из-за своего слабого руководства Фердинанд I получил эвфемистическое прозвище «Добрый» (нем. der Gütige). В просторечии это название также превратилось в «Гутинанд Готовый» (нем. созвучная игра слов Ferdinand der Erste — «Gütinand der Fertige»). Даже в сегодняшних исторических трудах Фердинанда I до сих пор иногда называют «умственно слабым» или «буквально слабоумным». Применительно к сегодняшней медицине, вероятно, можно было бы говорить об отсутствии возможности принятия политических решений («частичная неэффективность»): в своей функции монарха он был в значительной степени неспособен действовать активно, как того требовало положение абсолютного монарха. Тем не менее Фердинанд I говорил на пяти языках, играл на двух музыкальных инструментах, прекрасно рисовал, умел также ездить верхом, фехтовать и стрелять, был открыт науке, новым техническим открытиям своего времени и достижениям сельского хозяйства.
Сохранился исторический анекдот, часто приводимый как свидетельство недалёкости Фердинанда и нередко не совсем верно интерпретируемый как единственный внятный указ, сделанный им за всю жизнь: когда его повар доложил ему, что он не мог приготовить требуемые абрикосовые клёцки (марилленкнёдель), потому что абрикосы были вне сезона, Фердинанд возмущённо воскликнул: «Я император, и я хочу клёцки!».
Личные свои наклонности Фердинанд проявлял в общей амнистии (1838 год) политических преступников, бывших под судом и следствием в Ломбардии, и в нескольких частных амнистиях по другим делам; жестокости в обращении с политическими арестантами, столь свойственной его предшественнику, у Фердинанда не было и следа.
23 ноября 1837 года была открыта железнодорожная линия длиной 13 км между Флоридсдорфом и Дойч-Ваграмом. 4 марта 1836 года Саломон фон Ротшильд получил от императора неограниченную привилегию построить железнодорожную линию между Веной и Бохней, также благодаря заступничеству Меттерниха и Коловрата. Ротшильд предложил название «Северная железная дорога кайзера Фердинанда». Частные компании начали бум железнодорожного строительства; это также ускорило индустриализацию Австрии.
В 1839 году после обсуждения в семейном кругу он издал семейные статуты Высочайшего Эрцхауса, определявшие ранг, доход, правила бракосочетания и другие постановления для членов Дома Габсбургов-Лотарингов.
Восстание в Краковской республике 18 февраля 1846 года привело к аннексии Кракова Австрией. Австрийская академия наук была основана в 1847 году. Июльская революция 1830 г. во Франции отчасти предвосхитила то, что произошло в Австрии во время революции 1848/49 г. Однако система Меттерниха посредством цензуры, наблюдения и тайной полиции гарантировала, что политика не обсуждается публично
Фердинанд I почитается частью русских старообрядцев (приверженцев так называемой Белокриницкой иерархии) как благодетель. В 1846 году он позволил учредить на австрийской территории в селе Белая Криница (ныне Черновицкая область Украины) старообрядческую архиерейскую кафедру, на которую был возведён перешедший в старообрядчество греческий митрополит Амвросий (Папагеоргопулос). Этим актом в старообрядчестве была восстановлена трёхчинная иерархия (епископ-священник-дьякон), существующая до сих пор.

## Революция 1848
Беспорядки Мартовской революции 1848 года заставили Меттерниха 13 марта 1848 года уйти в отставку и покинуть страну. 15 марта Фердинанд I — теперь по рекомендации Коловрата, которого он сделал первым премьер-министром Австрии — отменил цензуру и 25 апреля предпринял дальнейшие шаги по либерализации с помощью конституции Пиллерсдорфа, которых, однако, было недостаточно для революционеров. 15 мая представители Национальной гвардии, рабочие и студенты в Вене передали «Штормовую петицию» с гораздо более далеко идущими требованиями в венском Хофбурге, к которому они получили доступ; Поэтому Фердинанд и его двор предпочли переехать в Инсбрук 17 мая.
Хотя император вернулся в столицу в середине августа 1848 года, в Оломоуц он отправился после начала Октябрьского восстания. Управление уже давно стало вопросом реагирования на требования народа: за год растерянный император «израсходовал» не менее шести премьер-министров.
Поэтому посоветовавшись с ближайшими членами семьи, бездетному императору было рекомендовано отказаться от власти. Семья выступила против брата Фердинанда Франца Карла, который по закону имел бы право на трон в соответствии с законами дома, как его преемника. В частности, жена Франца Карла, эрцгерцогиня Софи, рекомендовала сменить поколение их сыну Францу Иосифу, племяннику Фердинанда.
Нечестолюбивый и настороженный к революционным событиям Франц Карл отказался от престолонаследия, Фердинанд согласился, отрекся в пользу Франца Иосифа во дворце архиепископа Оломоуцкого 2 декабря 1848 года. По словам свидетеля (Хюбнера), Фердинанд сказал своему племяннику Францу Иосифу: «Да благословит тебя Бог, будь хорошим, это приветствуется».

## В отставке
После передачи власти — официально это не называлось отречением, и Фердинанд сохранял императорский титул до своей смерти — Фердинанд жил в уединении в Моравии и в Градчанах, королевском замке в Праге. В возрасте 55 лет он развил ранее не использовавшийся талант и взял на себя управление богемскими поместьями, унаследованными от герцога Рейхштадтского, доходы которого он смог увеличить благодаря очень умелому управлению. После его смерти личные активы Фердинанда легли в основу активов императора Франца Иосифа I.
Фердинанд I умер в Праге 29 июня 1875 года. Вдовствующая императрица Анна скончалась 4 мая 1884 года. Оба, как и многие другие Габсбурги, были похоронены в Склепе Капуцинов в Вене. После смерти Фердинанда все ещё использовался традиционный ритуал «раздельного захоронения», так что его сердце было похоронено в часовне Лорето августинской церкви в Вене, а его внутренности были похоронены в герцогском склепе собора Святого Стефана в Вене. Фердинанд I — один из 41 человека, чьи тела были разделены на все три традиционных захоронения Габсбургов в Вене (Императорский склеп, Склеп Сердца, Герцогский склеп). На момент смерти его вдовы «раздельное захоронение» при венском дворе больше не практиковалось.

## Титул
Фердинанд использовал следующий титул:
Мы, Фердинанд I, Божьей милостью император Австрийский, король Иерусалимский, Венгерский, Богемский, Далматский, Хорватский, Словенский, Галиции и Лодомерии; эрцгерцог Австрийский, герцог Лотарингский, Зальцбургский, Вюрцбургский, Франконский, Штирийский, Каринтии и Карниолы; великий герцог Краковский, великий князь Трансильвании; маркграф Моравии; герцог Сандомирский, Мазовецкий, Люблинский, Верхней и Нижней Силезии, Аушвица и Затора, Тешена и Фриули; князь Берхтесгадена и Мергентейма; граф Габсбургский, Горицы, Градишки и Тироля; и маркграф Верхней и Нижней Лузации и в Истрии.

## Награды
28 февраля 1835 года был награждён орденом Св. Андрея Первозванного.

## Воинское звание
Австрийский фельдмаршал (18 сентября 1830)